# Die Qual der Wahl
Die Qual der Wahl (Originaltitel: The Campaign) ist eine US-amerikanische Filmkomödie aus dem Jahr 2012. Regie führte Jay Roach, das Drehbuch schrieben Chris Henchy und Shawn Harwell. In den Hauptrollen sind Will Ferrell, Zach Galifianakis, Jason Sudeikis, Katherine LaNasa und Dylan McDermott zu sehen.

## Handlung
Der demokratische Abgeordnete Cam Brady möchte bei den Wahlen in North Carolina zum fünften Mal hintereinander in den Kongress gewählt werden. Seine Kampagne wird jedoch durch das Bekanntwerden einer Affäre mit einer seiner Anhängerinnen beschädigt, die herauskommt, da er versehentlich eine sexuell anzügliche Nachricht auf dem Anrufbeantworter einer einheimischen Familie hinterlässt.
Die beiden korrupten Geschäftsleute Glen und Wade Motch nutzen diese Gelegenheit, um Marty Huggins, Direktor des Tourismusbüros der Stadt Hammond und Sohn eines ihrer Mitarbeiter, Raymond Huggins, davon zu überzeugen, gegen Cam für die Republikaner anzutreten. Cam unterschätzt Marty zunächst und demütigt ihn, indem er eine Videobiografie über sein bisheriges naives Leben zeigt. Daraufhin engagieren die Brüder Motch Tim Wattley als Martys Wahlkampfmanager. Dieser schafft es, Marty in der Öffentlichkeit als einen erfolgreichen Politiker und Familienvater darzustellen. Auch Martys Umfragewerte steigen durch seine neue Kampagne erheblich, während die von Cam weiter sinken, als er versucht, Marty zu schlagen, dabei aber ein Baby trifft. Später lässt Cam Werbespots schalten, die Marty als al-Qaida-Terroristen porträtieren, während Marty Cam als einen falschen Christen entlarvt, als dieser das Vaterunser falsch aufsagt. Cam versucht durch den Besuch in einer Snake handler-Kirche sein religiöses Bild in der Öffentlichkeit wiederherzustellen, wird jedoch von einer Schlange gebissen. Ein Video von dem Biss landet im Internet, wodurch Cams Umfragewerte noch weiter sinken.
Als Cams Sohn für das Amt des Klassensprechers kandidieren möchte, merkt Cam, dass er für ihn ein schlechtes Vorbild ist und besucht Marty, um Frieden zu schließen. Marty beginnt Cam betrunken zu machen, worauf dieser ihm erzählt, dass er Politiker geworden ist, um den Menschen zu helfen. So berichtet er von einer Geschichte, als er noch ein Kind war und als Klassensprecher ein altes rostiges Klettergerüst vom Spielplatz entfernen lassen hat. Nachdem Cam gegangen ist, wird Marty von Tim dazu überredet, die Polizei anzurufen und Cam für sein Fahren unter Alkoholeinfluss anzuschwärzen. Dieser wird dafür verhaftet, seine Popularität sinkt noch weiter. Als Marty einen Werbespot ausstrahlen lässt, in dem Cams Sohn Marty als „Dad“ bezeichnet, nimmt Cam an Marty Rache, indem er Martys vernachlässigte Ehefrau Mitzi verführt, den Geschlechtsverkehr mit ihr heimlich aufzeichnet und als Wahlkampfwerbespot ausstrahlt. Das veröffentlichte Video demütigt die Familie Huggins und führt dazu, dass Cams Wahlkampfmanager Mitch ihn verlässt, da er findet, dass Cam mit dem Sexvideo zu weit gegangen ist. Marty übt Vergeltung, als er Cam bei einem Jagdausflug ins Bein schießt, wodurch Martys eigene Popularität ansteigt.
Als sich der Wahltermin nähert, trifft sich Marty mit den Brüdern Motch und erfährt von ihren Plänen, Hammond an ihre chinesischen Geschäftspartner zu verkaufen und die Stadt in eine Ansammlung von Fabriken zu verwandeln. So bemerkt Marty, dass er nur benutzt worden ist und lehnt die weitere Unterstützung der Brüder ab. Um ihre Pläne doch noch umsetzen zu können, bieten sie dem zu diesem Zeitpunkt weit abgeschlagenen Cam ihre Unterstützung an. Inzwischen versöhnt sich Marty wieder mit seiner Familie.
Am Tag der Wahl scheint Cams Sieg eine sichere Sachen zu werden, bis Marty in einem in letzter Minute gesendeten Werbespot verspricht, der ehrlichste Abgeordnete zu werden, falls er gewählt werden sollte. Dabei verrät er auch den Plan der Motch-Brüder und verkündet weitere Fehltritte aus Cams früheren Leben. Am Ende gewinnt aber Cam und bleibt Kongressabgeordneter, weil die Wahlmaschinen durch die Gebrüder Motch manipuliert worden waren. Während Cam feiert, zeigt Marty ihm seine großen Narben, die er sich bei einem Unfall auf dem rostigen Klettergerüst zugezogen hatte und sagt, dass er in der Schule zu ihm aufgesehen hat, da er das Klettergerüst entfernt hatte. Cam realisiert daraufhin, wie weit er sich von seinen wahren Beweggründen als Politiker entfernt hat und nimmt die Wahl zum Kongressabgeordneten nicht an. So gewinnt Marty schließlich doch die Wahl. Durch seinen Rücktritt erlangt Cam Mitchs Respekt wieder zurück und beide einigen sich darauf, später wieder zusammenzuarbeiten. Außerdem ernennt Marty Cam zu seinem Stabschef.
Sechs Monate später decken Marty und Cam die Machenschaften der Brüder Motch auf und bestellen sie zu einer Anhörung in einen von Marty geleiteten Untersuchungsausschuss im Kongress. Die beiden Brüder merken an, dass alles, was sie getan haben, gemäß dem Urteil im Fall Citizens United v. Federal Election Commission legal sei. Sie werden schließlich doch verhaftet, da sie Verbindungen zu Tim Wattley, dem Wahlkampfmanager und einem international gesuchten Flüchtling, hatten.

## Besetzung und Synchronisation
Die deutsche Synchronisation entstand unter der Dialogregie von Sven Hasper durch die Synchronfirma Interopa Film GmbH in Berlin.
| Rollenname             | Schauspieler/in   | Synchronsprecher/in |
| ---------------------- | ----------------- | ------------------- |
| Camden „Cam“ Brady     | Will Ferrell      | Uwe Büschken        |
| Martin „Marty“ Huggins | Zach Galifianakis | Michael Iwannek     |
| Mitch Wilson           | Jason Sudeikis    | Norman Matt         |
| Rose Brady             | Katherine LaNasa  | Melanie Pukaß       |
| Tim Wattley            | Dylan McDermott   | Tom Vogt            |
| Glen Motch             | John Lithgow      | Frank-Otto Schenk   |
| Wade Motch             | Dan Aykroyd       | Thomas Danneberg    |
| Raymond Huggins        | Brian Cox         | Klaus Sonnenschein  |
| Mitzi Huggins          | Sarah Baker       | Nicole Hannak       |
| Janette                | Taryn Terrell     |                     |
| Tripp Huggins          | Josh Lawson       | Philipp Moog        |

## Hintergrund
Die Dreharbeiten begannen am 14. November 2011 in und um New Orleans und Hammond, Louisiana, und dauerten bis Februar 2012 an. In den Vereinigten Staaten hatte der Film am 4. August 2012 beim Traverse City Film Festival Premiere, bevor er am 10. August 2012 regulär in die Kinos kam. Die Gesamteinnahmen für den Premierentag beliefen sich auf 10,25 Millionen US-Dollar, womit Die Qual der Wahl hinter Das Bourne Vermächtnis auf Platz 2 landete. Nach dem ersten Wochenende beliefen sich die Einnahmen aus 3205 Kinos auf 26,6 Millionen Dollar und stellt damit die beste Premiere eines Films über den Wahlkampf überhaupt dar. Das weltweite Gesamteinspielergebnis liegt bei über 105 Millionen Dollar, wobei fast 87 Millionen davon aus den USA kommen. Der deutsche Kinostart war am 4. Oktober 2012. Das Gesamteinspielergebnis in Deutschland beträgt umgerechnet über 150 Tausend US-Dollar.
Eine Veröffentlichung auf DVD und Blu-ray erfolgte in den USA am 30. Oktober 2012 und in Deutschland am 8. Februar 2013.

## Rezeption
Der Film erhielt gemischte bis positive Kritiken, mit einem Rating von 66 Prozent bei Rotten Tomatoes, basierend auf 208 Rezensionen. So ist „seine rohe Art der politischen Satire […] nicht ganz so schlau oder scharf, wie man es sich in einem Wahljahr vielleicht erhofft hat, aber The Campaign gelingt es dank seiner gut zueinander passenden Hauptdarsteller, eine ausreichende Anzahl von Lachern, zu generieren“. (Its crude brand of political satire isn't quite as smart or sharp as one might hope in an election year, but The Campaign manages to generate a sufficient number of laughs thanks to its well-matched leads.) Lukas Foerster von der Tageszeitung schrieb, dass der Film von „den beiden Hauptdarstellern lebt“ und führt weiter aus, dass der Film „in den Dialogen erfrischend obszön“ ist und „zahllose kleinere und größere Skandale der jüngeren Vergangenheit aufgreift“, dabei sollte man aber „scharfe, tagesaktuelle politische Satire im Stil der Daily Show dennoch nicht erwarten“. Richard Roeper gab dem Film ein „A-“ und beschrieb ihn als „eine der besten Komödien des Jahres“, wo „das Material offensiv lustig ist, aber die Lacher sehr beständig sind“. Hingegen urteilte der Toronto Star den Film als „laut, profan und unerbittlich vulgär“, während er „auch gelegentlich lustig sei“. Auch Claudia Puig vom USA Today merkte an, dass „der Humor inkonsistent ist und der politischen Satire der nötige Biss fehlt“. Das Lexikon des internationalen Films beschrieb den Film als „eine bitterböse, mitunter durchaus grenzwertige Satire, die politisches Machtstreben hemmungslos überzeichnet, um die egoistischen Motive der Akteure bloßzulegen“ und führte weiter aus, dass er „höchst unterhaltsam nicht zuletzt wegen seiner beabsichtigen Anspielungen auf reale US-Politiker“ sei.
Auch bei den Preiskritikern fand der Film Beachtung, so wurden sowohl Will Ferrell als auch Zach Galifianakis bei den People’s Choice Awards 2013 in der Kategorie Favorite Comedic Movie Actor nominiert. Die beiden erhielten auch bei den MTV Movie Awards 2013 eine Nominierung als bestes Filmpaar. Der Komponist Theodore Shapiro gewann 2013 den BMI Film & TV Award für die beste Filmmusik.